# Денисенко Василь Михайлович
Василь Михайлович Денисенко (нар. 1895, селище Кривий Ріг Херсонської губернії, тепер місто Дніпропетровської області — 28 серпня 1944, польовий госпіталь) — радянський партійний і господарський діяч, 1-й секретар Смоленського обкому ВКП(б) у 1939–1940 роках. Член Центральної Ревізійної Комісії ВКП(б) у 1939—1941 р.

## Біографія
Народився у родині прикажчика поміщицької економії. У 1907 році закінчив початкову земську школу в селі Сергіївці Верхньодніпровського повіту Катеринославської губернії. У квітні 1907 — червні 1912 р. — молотобоєць, коваль майстерні економії поміщика Харіна, у червні 1912 — липні 1915 р. — коваль залізного рудника російсько-бельгійського металургійного товариства у селі Веселі Терни Верхньодніпровського повіту Катеринославської губернії.
У липні 1915 — лютому 1918 р. — рядовий лейб-гвардії Павловського піхотного полку російської імператорської армії.
У лютому — квітні 1918 р. — голова правління сільськогосподарської общини на хуторі Петриківці Верхньодніпровського повіту Катеринославської губернії. У квітні — жовтні 1918 р. — безробітний. У жовтні 1918 — лютому 1919 р. — коваль у кустаря на хуторі Петриківці. У лютому — липні 1919 р. — голова Петриківського сільського революційного комітету, у липні 1919 — січні 1920 р. — безробітний, у січні — серпні 1920 р. — голова Петриківського сільського революційного комітету Верхньодніпровського повіту.
У серпні 1920 — березні 1921 р. — слюсар на станції П'ятихатки Катерининської залізниці. У березні 1921 — квітні 1922 р. — коваль залізного рудника у селі Веселі Терни Катеринославської губернії. У квітні 1922 — жовтні 1924 р. — коваль майстерні сільськогосподарського кредитного товариства у селі Іванівці Кременчуцького округу.
У жовтні 1924 — жовтні 1925 р. — голова правління сільськогосподарського кредитного товариства у селищі Ново-Петрикове Криворізького району Криворізького округу. У жовтні 1925 — лютому 1928 р. — коваль залізного рудника імені Леніна Південно-Рудного тресту в селі Веселі Терни Криворізького округу.
Член ВКП(б) з травня 1927 року.
У лютому — вересні 1928 р. — завідувач сільського будинку (сільбуду) в селі Веселі Терни Криворізького округу. У вересні 1928 — вересні 1929 р. — народний суддя 9-ї дільниці Софіївського району Криворізького округу.
У вересні 1929 — червні 1930 р. — слухач юридичних курсів Народного комісаріату юстиції УСРР в місті Києві. У червні 1930 — жовтні 1931 р. — народний суддя 9-ї дільниці Софіївського району.
У жовтні 1931 — грудні 1932 р. — завідувач культурно-пропагандистського відділу Софіївського районного комітету КП(б)У. У грудні 1932 — лютому 1935 р. — завідувач організаційного відділу Солонянського районного комітету КП(б)У. Одночасно, у березні 1934 — лютому 1935 р. — заступник секретаря Солонянського районного комітету КП(б)У Дніпропетровської області.
У лютому 1935 — листопаді 1936 р. — заступник директора з політичної частини Новомосковської машинно-тракторної станції (МТС) Дніпропетровської області. У листопаді 1936 — грудні 1937 р. — директор Пришибської МТС Дніпропетровської області.
У грудні 1937 — травні 1938 р. — виконувач обов'язків 1-го секретаря Синельниківського (Михайлівського) районного комітету КП(б)У Дніпропетровської області. У травні — жовтні 1938 р. — 1-й секретар Синельниківського районного комітету КП(б)У Дніпропетровської області.
З грудня 1938 року по лютий 1939 року — відповідальний організатор відділу керівних партійних органів ЦК ВКП(б).
З 14 лютого 1939 року по 8 вересня 1940 року — 1-й секретар Смоленського обласного комітету ВКП(б). На XVIII-му з'їзді ВКП(б) (березень 1939) обраний членом Центральної Ревізійної Комісії. 20 лютого 1941 року, постановою XVIII-ї конференції, виведений зі складу ЦРК. З серпня 1940 року — слухач Вищої школи партійних організаторів при ЦК ВКП(б).
У 1941 році проживав у місті Харкові, звідки після початку німецько-радянської війни відправлений на фронт у званні підполковника. У 1943 році служив заступником з політичної частини командира 291-ї стрілецької дивізії Ленінградського фронту. У 1944 році був начальником 6-го відділення продовольчого постачання окружного інтендантського управління Харківського військового округу. Помер 28 серпня 1944 року від раку у польовому запасному госпіталі № 384.

## Виноски
1. ↑  Дружина Миколи Амосова